# Перетворення Жуковського

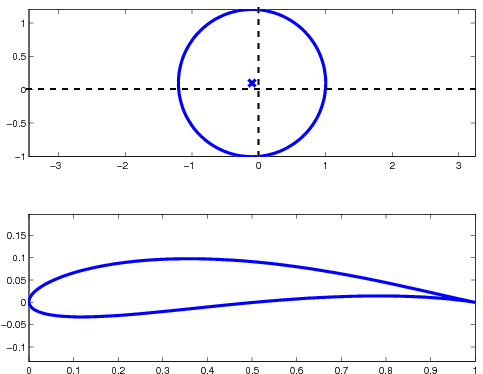
Приклад дії перетворення Жуковського — коло зверху відображене в профіль крила літака.

Перетворення Жуковського або функція Жуковського, в прикладній математиці, конформне відображення, що використовується для розуміння деяких принципів побудови профілів крила. Назване на честь Миколи Жуковського, одного із відомих вчених в галузі  аеродинаміки.
Функція Жуковського визначається як перетворення комплексної площини {\displaystyle f:\mathbb {C} \setminus \{0\}\rightarrow \mathbb {C} } за формулою:
{\displaystyle f(z)={\frac {1}{2}}\left(z+{\frac {1}{z}}\right)}
Вона відноситься до класичних елементарних функцій комплексного аналізу, оскільки більшість тригонометричних та гіперболічних функцій можна подати в вигляді суперпозиції експоненти і функції Жуковського.
Застосування її в аеродинаміці базується на тому факті, що функція Жуковського перетворює коло в якусь замкнуту криву, подібну до профіля крила літака в розрізі. Варіацією радіусу і положення кола щодо {\displaystyle 0} можна змінювати кут вигину і товщину крила.
Розрахунок потенційного потоку для кола (у двовимірному випадку) виконується досить просто. Далі можна застосувати до результату перетворення Жуковського і отримати потенційний потік для профілю крила, що відповідає даному околу. На підставі цього можна робити висновки про можливості використання моделі ідеального газу для визначення силових характеристик взаємодії потоку з крилом.

## Перетворення Кармана— Трефтца
Для більш тонкої побудови застосовується представлення функції Жуковського у вигляді суперпозиції трьох функцій, у кожній з яких може бути присутнім якийсь параметр. Укупі з варіацією кола, що відображається, так звана узагальнена функція Жуковського та перетворення Кармана — Трефтца являє собою потужний інструмент для моделювання:
{\displaystyle f(z)={\frac {1}{2}}\left(z+{\frac {1}{z}}\right)=S_{3}(S_{2}(S_{1}(z)))}, де
{\displaystyle S_{3}(z)={\frac {1+z}{1-z}},}
{\displaystyle \displaystyle S_{2}(z)=z^{2},}
{\displaystyle S_{1}(z)={\frac {z-1}{z+1}}.}